# 고려신용정보
고려신용정보 주식회사는 대한민국의 채권추심 기업으로,채권추심업계에서 점유율이 1위인 기업이다.

## 같이 보기
- SCI평가정보
- 미래신용정보